# Dicallaneura virgo
Dicallaneura virgo is een vlindersoort uit de familie van de prachtvlinders (Riodinidae), onderfamilie Nemeobiinae.
Dicallaneura virgo werd in 1916 beschreven door Joicey & Talbot.